# Dictyna guineensis
Espèce
Dictyna guineensis est une espèce d'araignées aranéomorphes de la famille des Dictynidae.

## Distribution
Cette espèce est endémique de Guinée.

## Étymologie
Son nom d'espèce, composé de   et du suffixe latin -ensis, « qui vit dans, qui habite », lui a été donné en référence au lieu de sa découverte, la Guinée.

## Publication originale
- Denis, 1955 : Speologica africana: quelques araignées cavernicoles de Guinée française. Bulletin de l'Institut français d'Afrique noire, Série A. Sciences Naturelles, vol. 17, p. 1024-1033.